# Tollare naturreservat

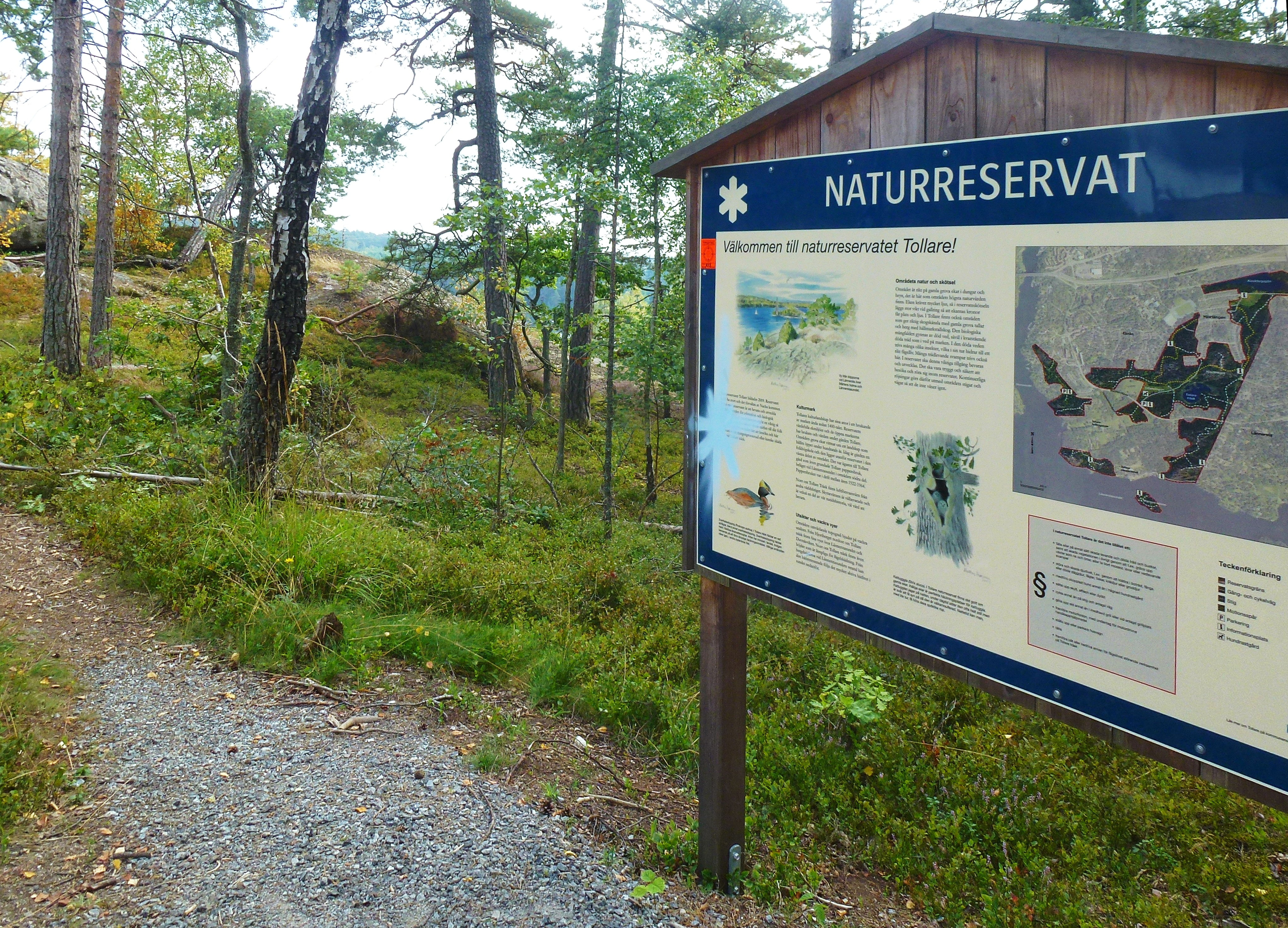
Entrén till södra delen av reservatet.

Tollare naturreservat ligger i sydvästra delen av Boo socken i Nacka kommun i Uppland (Stockholms län). Naturreservatet bildades i maj 2009 och består av fem delar, som tillsammans omfattar en area av cirka 80 hektar. Förvaltare är Nacka kommun och marken ägs av både kommunen och privata företag, bland annat NCC.

## Beskrivning
Naturreservatet har sitt namn efter det närliggande Tollare gård som dock inte ingår i reservatet. Redan 1985 tog Nacka kommun ett principbeslut att inrätta naturreservat vid bland annat området Tollareträsk.
Reservatet består av fem separata delar, varav den största sträcker sig från Lännerstasundet i syd till nästan upp till Värmdöleden i norr. I den delen ingår även två sjöar: Tollareträsk och en del av Kocktorpssjön. Övriga delar av reservatet omfattar ett mindre område söder om Sockenvägen och två områden norr respektive söder om Tollare gård samt ön Mårtens holme i Lännerstasundet. Norr om Tollareträsk och inom reservatet finns Tollareställningen, som är resterna efter en luftvärnsställning från andra världskriget. Tollareställningen är den bäst bevarade och den med flest antal objekt i Stockholmsområdet.
Tollare blev Nackas elfte naturreservat men det framfördes kritik av bland andra Naturskyddsföreningen i Nacka att reservatet är splittrat på flera områden och att det skall byggas bostäder i dess centrala och södra delar. Syftet med Tollare naturreservat är att bevara och utveckla områdets värden för rekreation och biologisk mångfald.

## Bilder

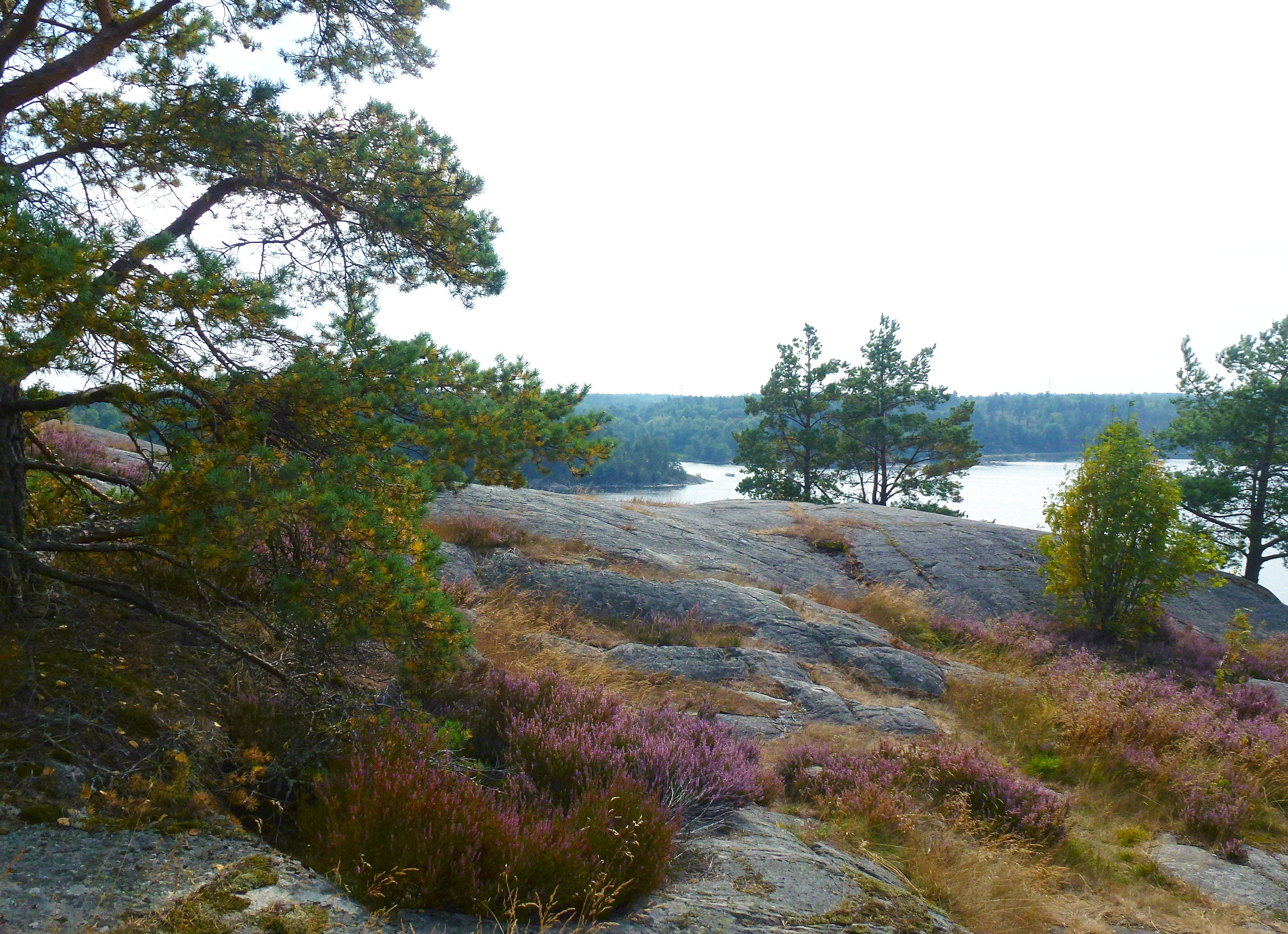
Vy över Lännerstasundet med Mårtens holme i bakgrunden
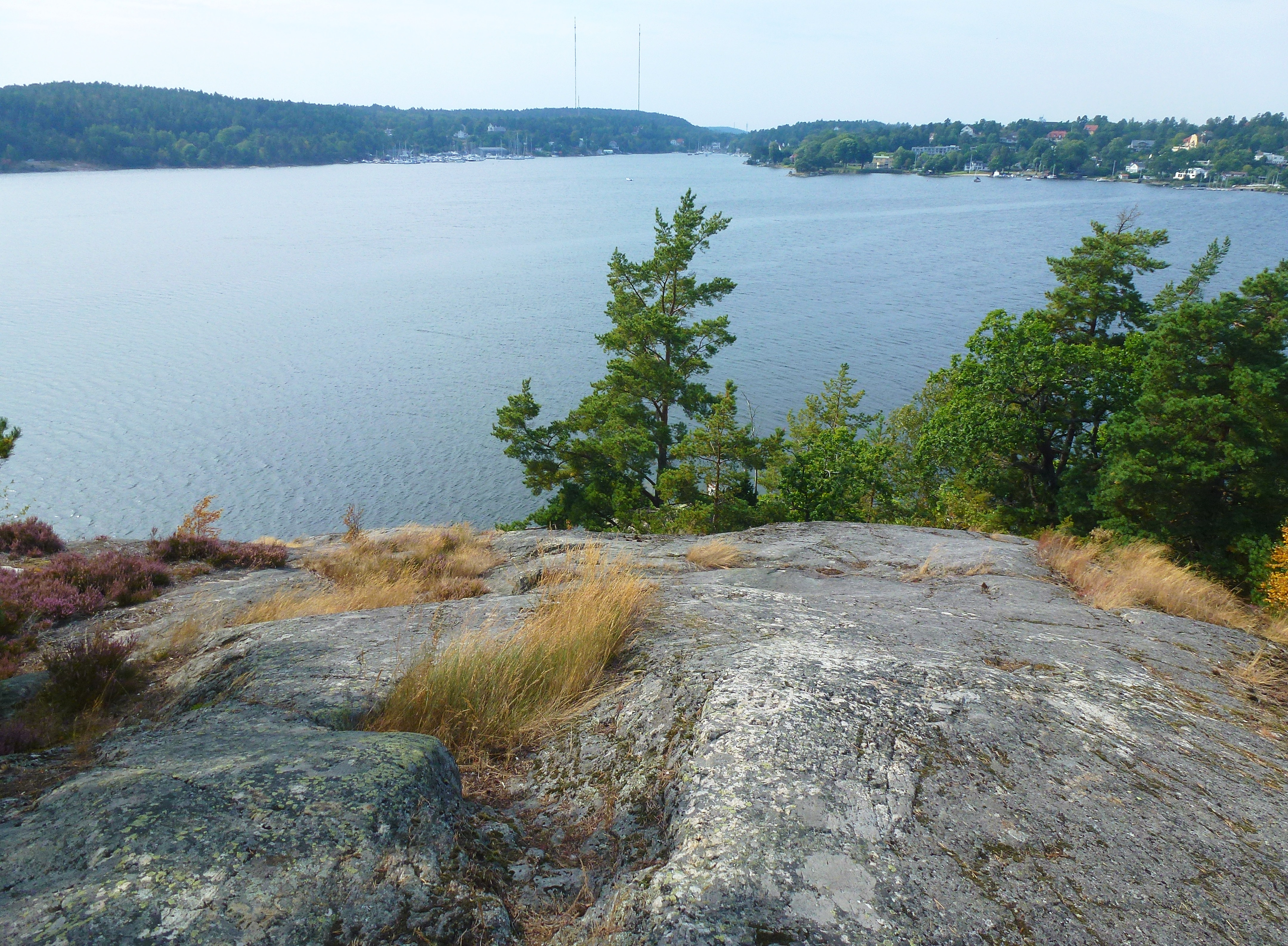
Vy över Lännerstasundet med Nackamasterna i bakgrunden
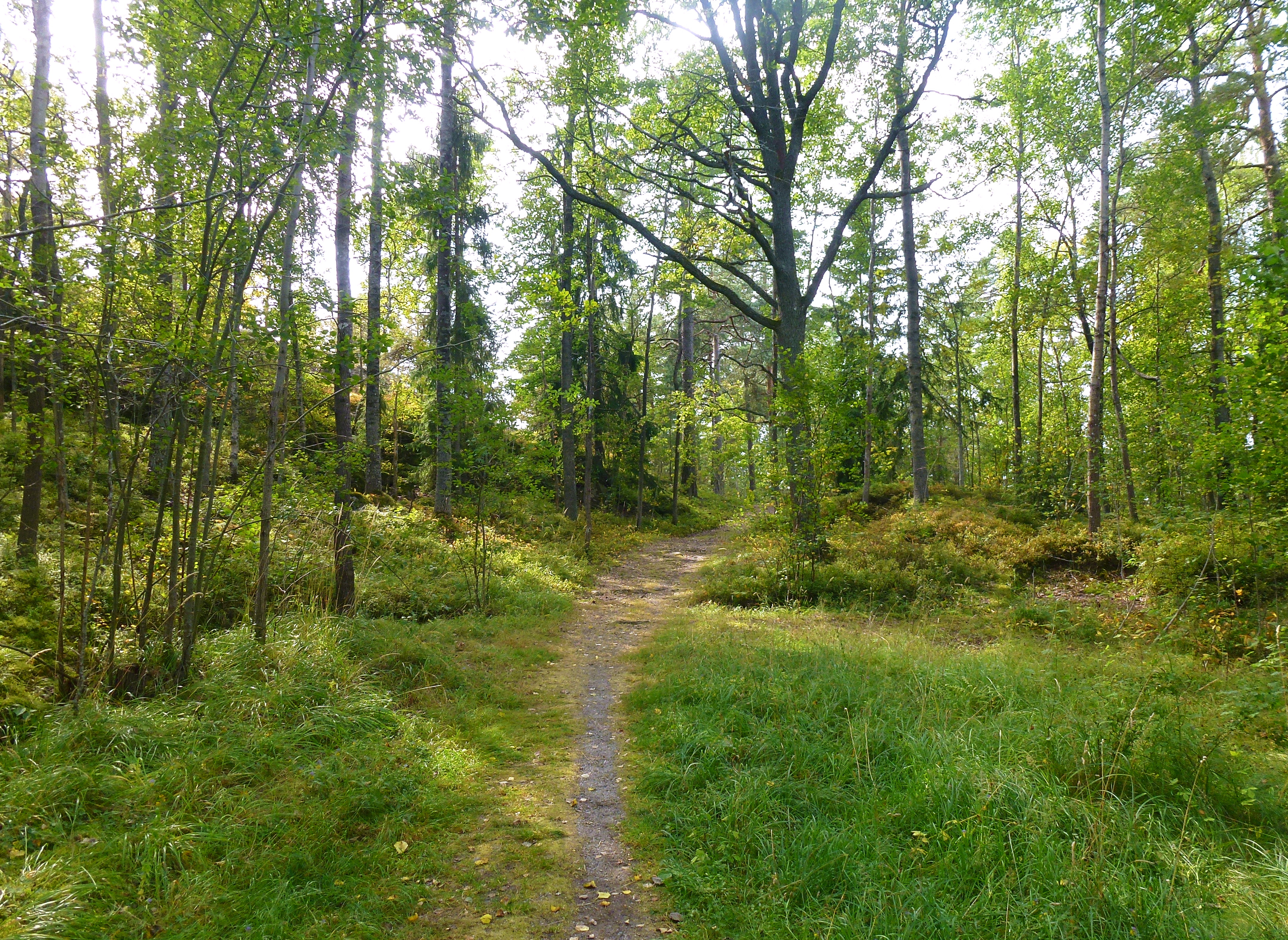
Promenadväg söder om Tollare gård
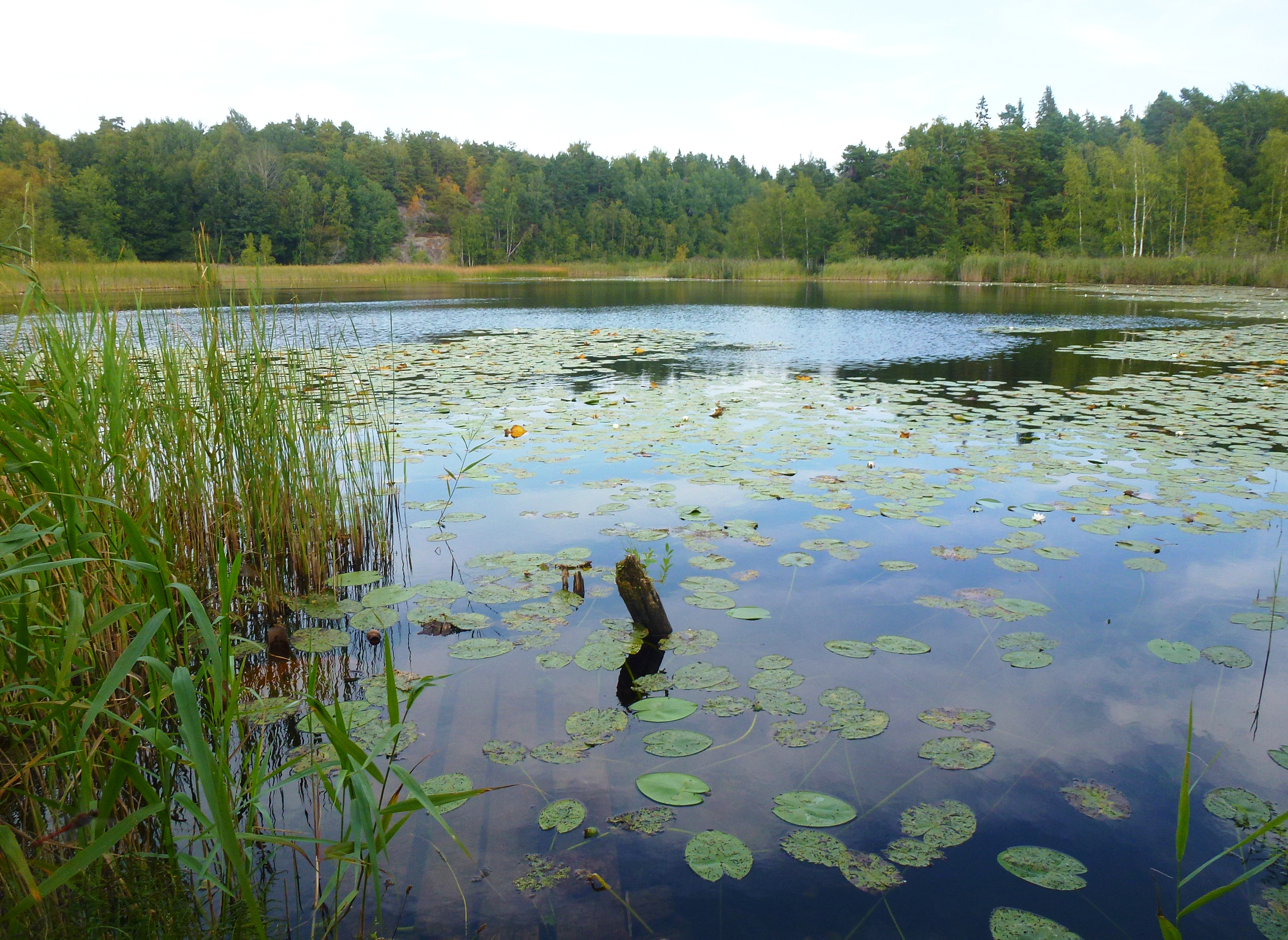
Tollareträsk från syd
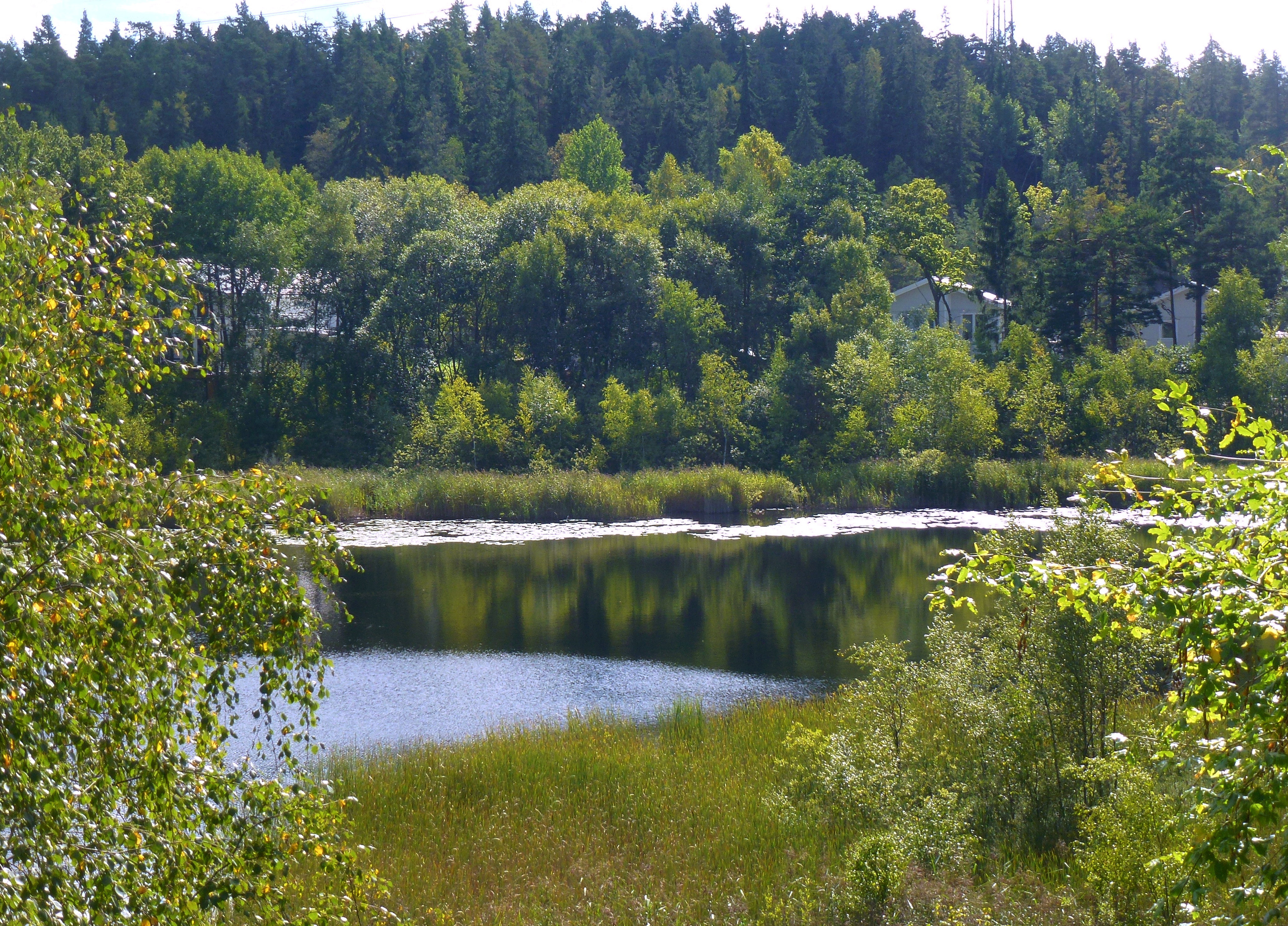
Tollareträsk från norr
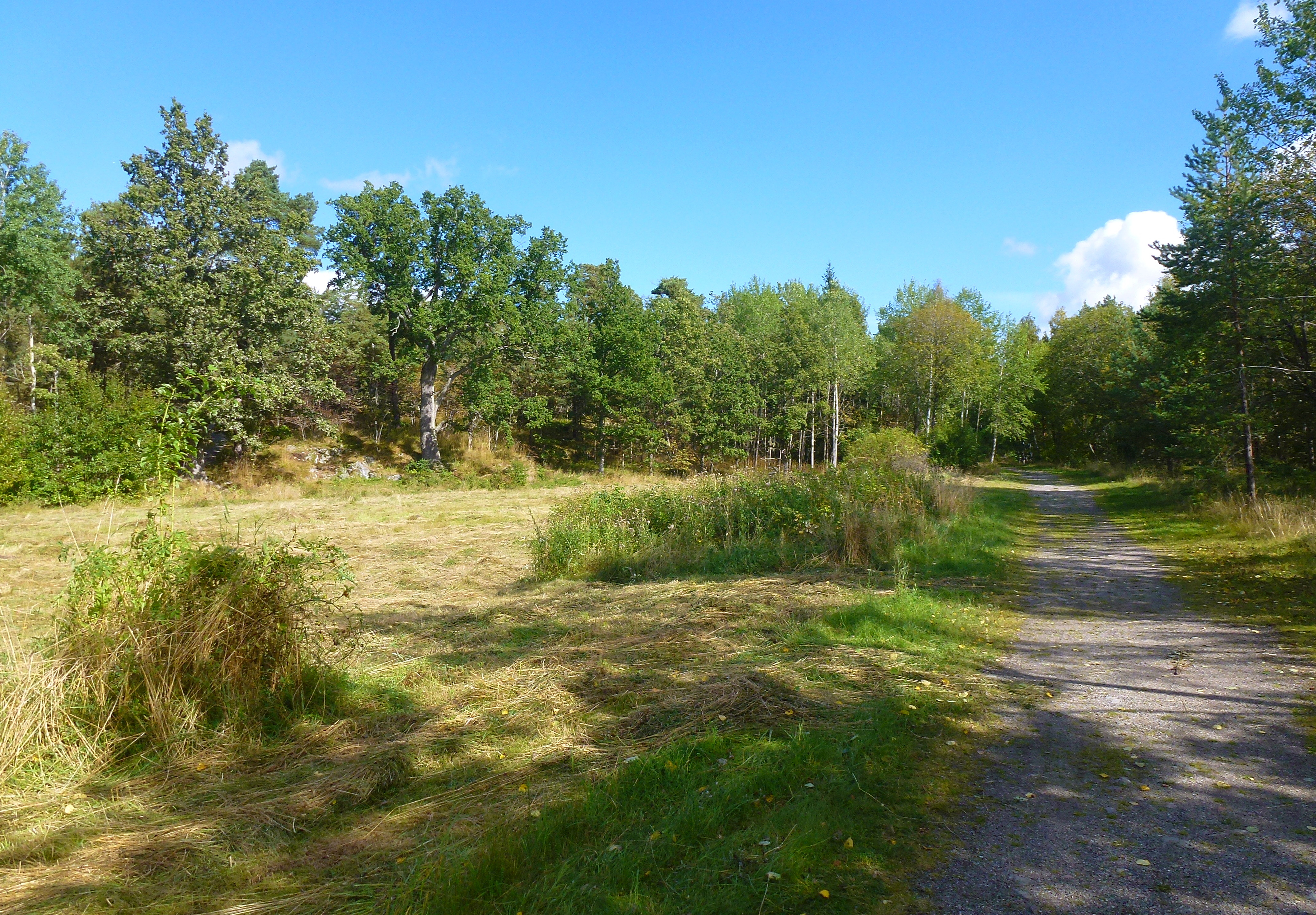
Landskapet norr om Tollareträsk
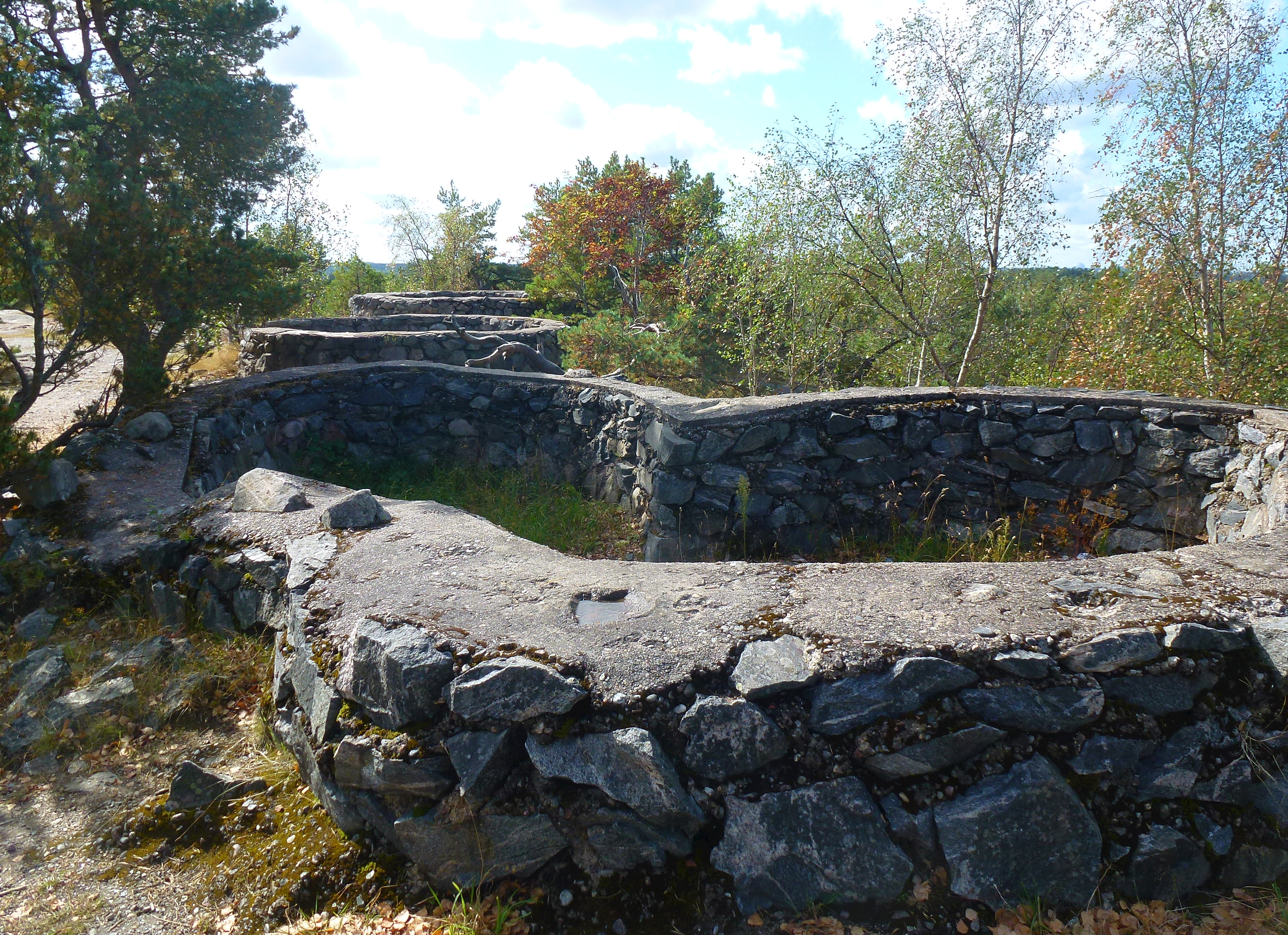
Tollareställningens värn
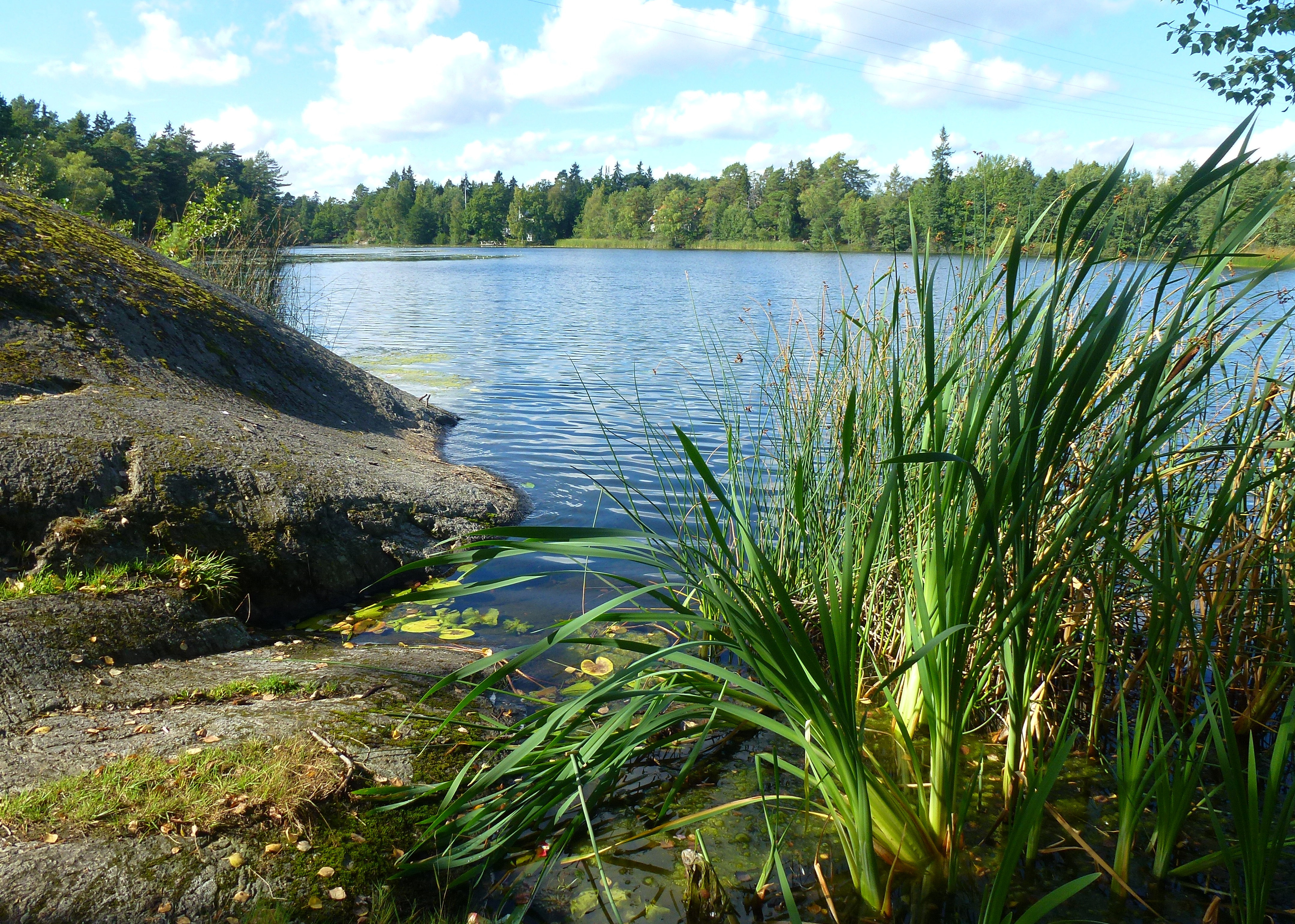
Kocktorpssjön